# 費拉拉公國
費拉拉公國（義大利語：Ducato di Ferrara）是一個存在於1471－1598年的義大利主權國家。

## 公國歷史

### 起源

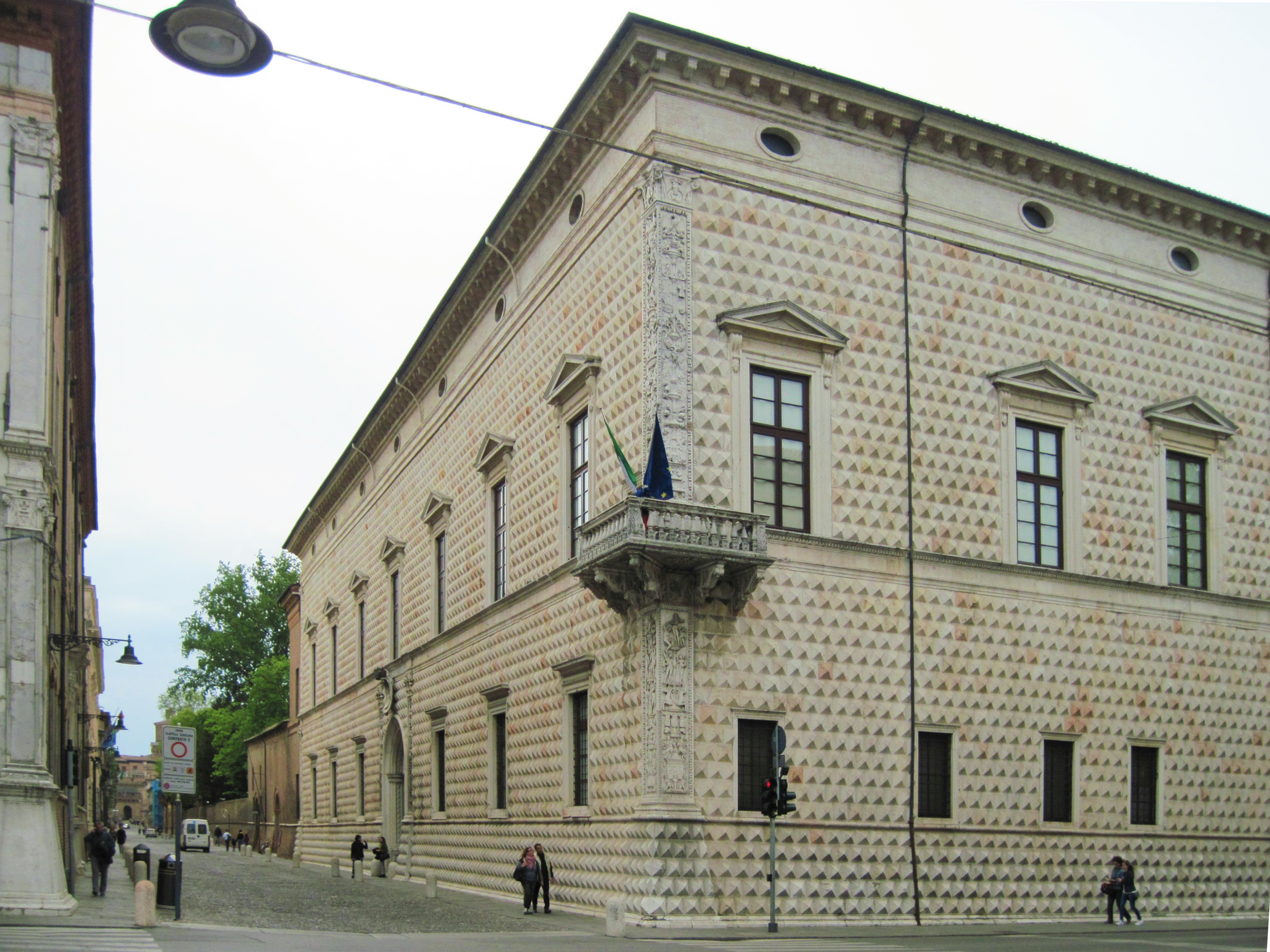
位於費拉拉的鑽石宮

有關費拉拉的起源是不確定的，費拉拉最早有人居住的地方可能是位於波河河口的瀉湖，人們圍繞著一個大教堂及岸邊的拜占庭兵營（castrum bizantino）居住。費拉拉在文獻中第一次被記載是西元753年倫巴底人國王狄西德里乌斯時期的一份文件裡，作為拉溫納督主教區所管轄的城市之一。狄西德里烏斯於757年宣示費拉拉公國（Lombard ducatus ferrariae）向教宗斯德望二世效忠。984年後，費拉拉是奧托一世的姪孫摩德納及卡諾莎伯爵卡諾莎的特道爾多的封地。之後費拉拉被數個大家族支配，其中較著名的是阿德拉爾蒂家族及托雷利家族。1101年，費拉拉被托斯卡納的馬蒂爾達女伯爵透過圍困奪取統治權。
1146年，阿德拉爾蒂家族最後一位統治者古列爾莫二世（Guglielmo II Adelardi）沒有留下繼承者便去世了，他的財產及對費拉拉的統治權傳予他的姪孫女馬凱塞拉（la Marchesella），阿德拉爾蒂家族決定將城市作為嫁妝給予馬凱塞拉的丈夫阿佐六世·埃斯特。托雷利家族的沙林圭拉·托雷利對這個新來的家族有著深刻的敵意，但在經過長時間的鬥爭後，阿佐六世算是確立了對費拉拉的統治權，阿佐六世的兒子阿佐七世·埃斯特於1242年被提名為永久的執政官（podestà），他於1259年擊敗並捕獲了著名的軍事將領維洛那的埃傑里諾，阿佐七世死後由他的私生子孫子奧比佐二世·埃斯特繼承，他被城市的居民擁立為費拉拉永久的領主。

### 中世紀及文藝復興時期

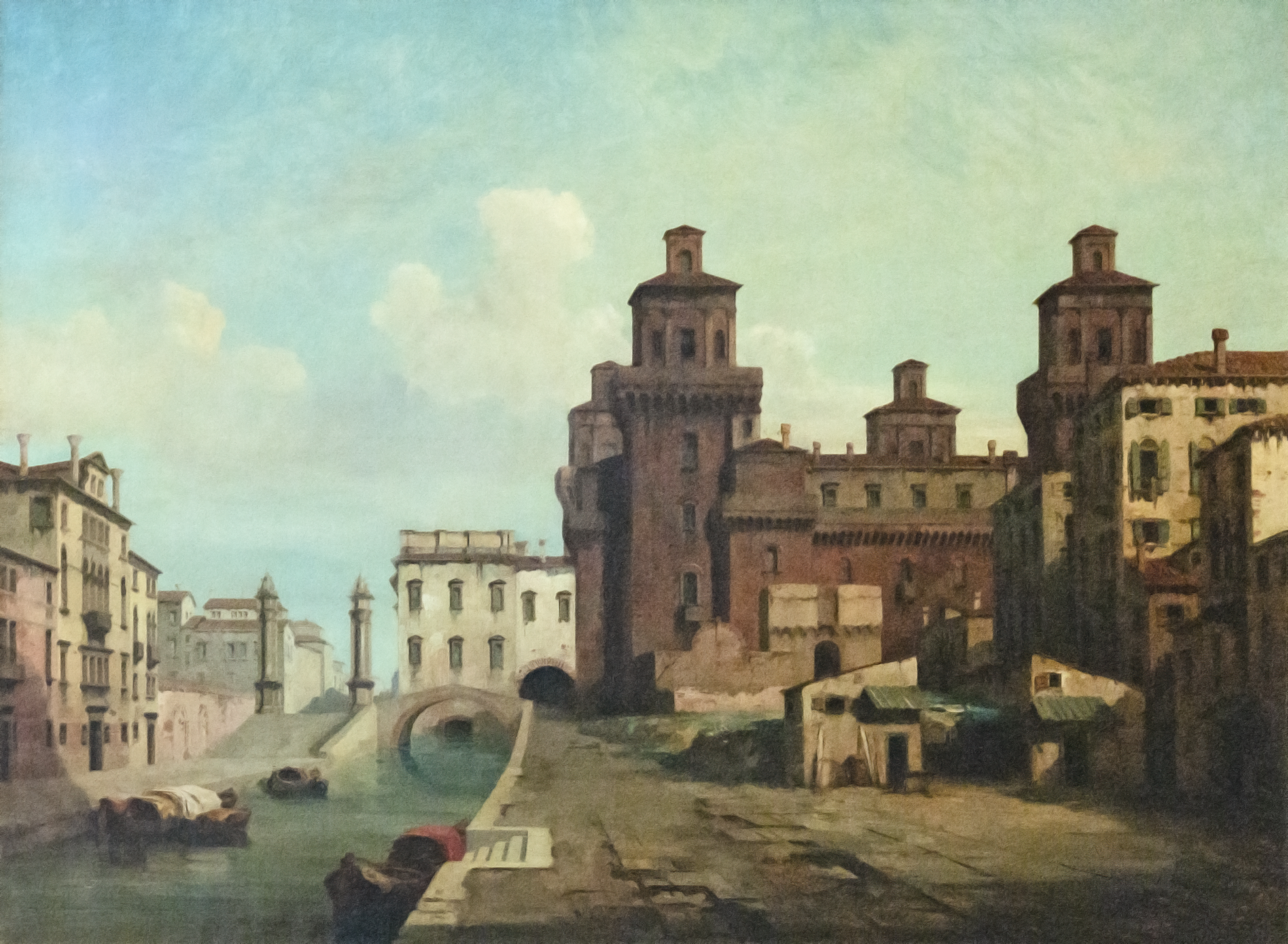
位於費拉拉的埃斯特城堡

奧比佐二世於1288年被封為摩德納領主，隔年被封為雷焦領主。到了尼可洛三世·埃斯特時期，費拉拉受到了多位教宗的青睞而顯得輝煌，尤其是尤金四世，他曾於1438年在費拉拉舉辦了著名的巴賽爾-費拉拉-佛羅倫斯大公會議。尼可洛三世的兒子博爾索·埃斯特於1452年被神聖羅馬帝國皇帝腓特烈三世封為摩德納及雷焦公爵並於1471年被教宗保祿二世封為費拉拉公爵。
1482年至1484年，尼可洛三世的另一個兒子費拉拉公爵埃爾科萊一世·埃斯特因食鹽專賣權與威尼斯共和國及教宗西斯都四世開戰，稱為費拉拉战爭，當時城內飢饉，情勢嚴峻。戰爭以《巴尼奧洛條約》的簽署而告終，埃爾科萊被迫割讓波河平原，以換取費拉拉的獨立。埃爾科萊將此視為恥辱，努力重建城邦，很快就恢復生產，繁榮經濟。
在埃爾科萊一世統治時期，他贊助各種音樂、藝術活動，使費拉拉成為15世紀中期至16世紀初期繼美第奇家族後的歐洲文藝中心。來自歐洲各地的畫家聚集在此對各種色彩與構圖的技巧交流，埃爾科萊一世特別喜愛音樂，他也邀請了來自歐洲各地，特別是法國及法蘭德斯的知名作曲家來到宮廷為他創作，若斯坎·德普雷就曾為他編寫過曲子，雅各布·奧布雷赫特也曾來到費拉拉兩次並因病於1505年在此去世，安托萬·布魯梅爾於雅各布死後接替他成為費拉拉的首席音樂家。埃爾科萊的兒子阿方索一世·埃斯特也是個重要的音樂贊助者，由於他偏愛魯特琴，使得費拉拉成為魯特琴音樂編奏的重要中心。費拉拉在建築的成就上也是佔有很大的一席，1484年，埃爾科萊聘請天才建築師比亞喬·羅塞蒂為費拉拉設計城市規劃，如今費拉拉的許多著名建築就是在當時建造的，在埃爾科萊統治下，費拉拉成為文藝復興時期都市建設最重要及最美麗的例子之一，也成為當時歐洲最發達的城市之一，號稱歐洲第一個真正新式的城市，費拉拉於1995年被聯合國教科文組織以文藝復興城市費拉拉及其波河三角洲為名登入至世界遺產。
埃爾科萊一世的繼任者阿方索一世於1502年娶了來自聲名狼藉的教宗家族－波吉亞家族的魯克蕾齊亞·波吉亞為妻，婚後過著幸福的日子，而夫妻倆也對藝術贊助不遺餘力，阿方索一世步上了他那讓費拉拉變成歐洲音樂中心的父親埃爾科萊的腳步，請了一些著名的音樂家如阿德里安·維拉爾特到費拉拉的宮廷中工作，他也資助藝術家喬瓦尼·貝利尼，在他死後轉為資助他的徒弟提香，1518年，阿方索開始贊助詩人阿里奧斯托。
在義大利戰爭期間，阿方索一世透過他那靈活且具警戒性的外交手段以及費拉拉無與倫比的防禦工事，成功的在這場爭權奪利的戰爭中保持其完整性。他那作為曼托瓦侯爵夫人的姊姊伊莎貝拉·埃斯特，也替他的外交策畫貢獻良多，曼托瓦-費拉拉的聯盟使兩國的獨立和安全皆獲保障。
他加入了康布雷同盟與法國國王路易十二保持良好的同盟關係共同對抗威尼斯，即使在教宗儒略二世與威尼斯達成和解倒戈後依舊如此。
阿方索一世的成功要歸功於費拉拉的鑄造廠產出的大砲，在當時費拉拉的鑄造廠是所有歐洲國家中最好的。在提香所繪製的兩幅阿方索肖像畫中，他的手都拖著砲口。1509年，教宗儒略二世下令將阿方索一世逐出教會並剝奪他的所有頭銜，期望這樣能名正言順地將費拉拉納入教宗國，但阿方索一世於1512年在拉文納非常成功的擊敗了威尼斯與教宗國的聯合軍隊並佔領了波隆那，之後幫助法國在許多戰役中獲勝，他因此獲得「大砲公爵」的稱號。
在1526-1527年，阿方索一世參與了神聖羅馬帝國皇帝及西班牙國王查理五世對抗教宗克萊門特五世的遠征軍。在1530年時，教宗再一次地承認爵位被沒收的阿方索一世是摩德納及雷焦的統治者。阿方索一世死後與其妻子合葬至聖體修道院。
阿方索一世的兒子埃爾科萊二世·埃斯特於1528年娶了法國國王路易十二的女兒法蘭西的胡妮，如同他的父親及祖父，埃爾科萊二世在他的統治時期也持續妝點這座城市。
埃爾科萊二世的兒子阿方索二世·埃斯特統治時期是費拉拉最輝煌的時期，他是個慷慨的藝術贊助者，他贊助詩人托爾夸托·塔索、劇作家巴蒂斯塔·喬萬尼·瓜里尼及人文學者切薩雷·克雷莫尼尼，遺傳自他的幾位祖先，阿方索二世再一次的將費拉拉帶往音樂成就的巔峰，與威尼斯、羅馬、佛羅倫斯和米蘭相比毫不遜色，他聘請作曲家盧扎斯科·盧扎斯基、盧多維科·阿戈斯提尼和卡洛·傑蘇阿爾多親王來宮廷作曲、表演，也邀請眾多知名歌手、演奏家為他表演。

### 公國覆亡

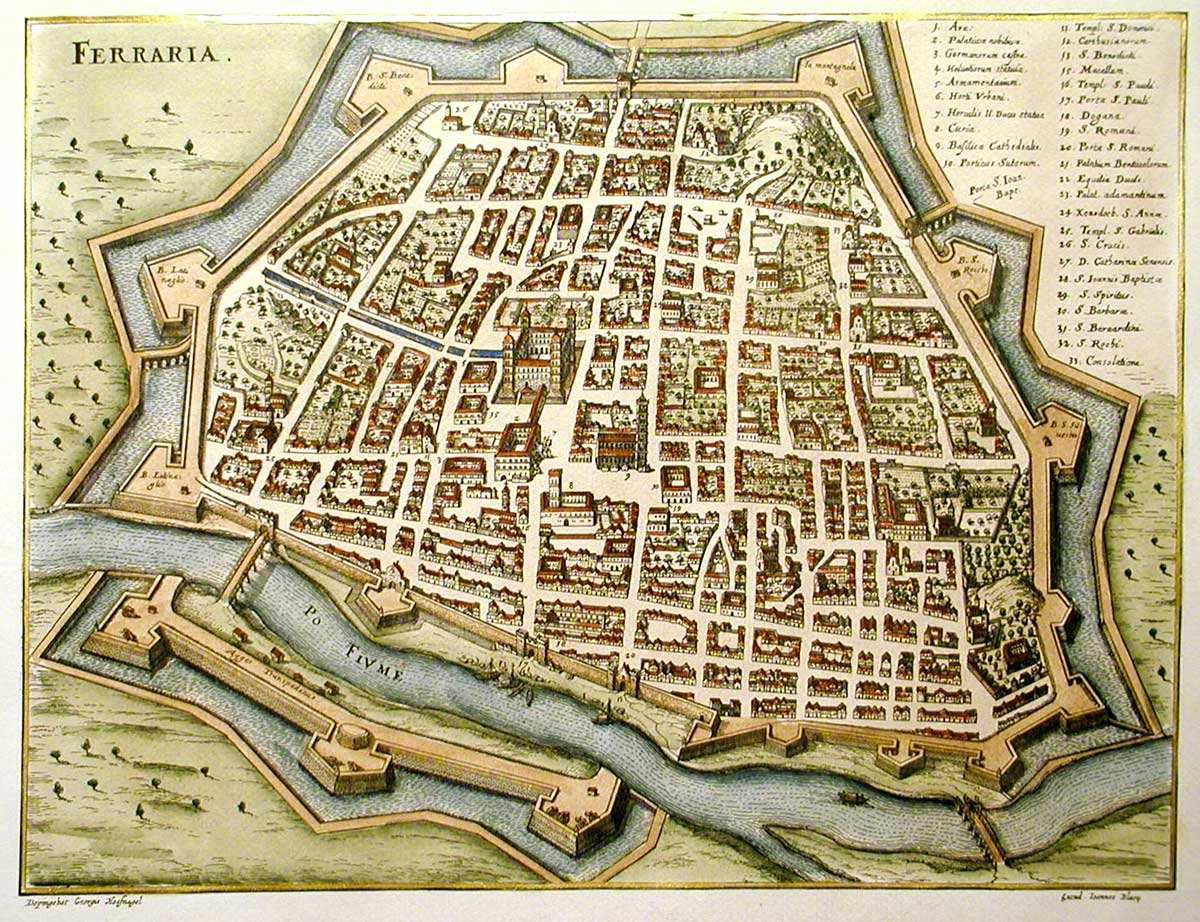
1600年的費拉拉城

阿方索二世前後共娶了三位妻子，第一任是托斯卡納大公科西莫一世·德·美第奇的女兒魯克蕾齊亞·德·美第奇，第二任是神聖羅馬帝國皇帝馬克西米利安二世的妹妹奧地利的芭芭拉，第三任是曼托瓦公爵古列爾莫·貢扎加的女兒瑪格麗塔·貢扎加，儘管前後共娶了三位妻子，阿方索二世於1597年去世時，並沒有留下任何子嗣，在他死後神聖羅馬帝國皇帝魯道夫二世承認蒙特基奧侯爵阿方索·埃斯特的兒子切薩雷·埃斯特是公國的合法繼承人，阿方索·埃斯特是阿方索一世·埃斯特的私生子。由於這項繼承權不被教宗接受，又因費拉拉公國本來就是教宗國的封地，教宗克萊門特八世遂下令威脅將切薩雷逐出教會並派兵進駐法恩扎，切薩雷最後放棄對費拉拉的統治權，費拉拉公國覆亡，至此回歸教宗國，直到1861年義大利王國建立。

## 費拉拉公爵列表
- 費拉拉公爵列表

### 引註
1. ↑  AA. VV., Ducato di Ferrara, Franco Maria Ricci, Milano 1999. p.25
2. ↑  Luciano Chiappini, Gli Estensi, Dall'Oglio, Milano 1969. p.135
3. ↑  Bruno Rossi, Gli Estensi, Mondadori, Milano 1972. p.41